# Bibliothek des Evangelischen Ministeriums im Augustinerkloster Erfurt
Die Bibliothek des Evangelischen Ministeriums im Augustinerkloster Erfurt e. V. ist eine der bedeutendsten kirchlichen Buchsammlungen in Deutschland. Sie ist im ehemaligen Augustinerkloster in Erfurt untergebracht.

## Geschichte
Die Bibliothek wurde im Jahr 1646 als Stiftung der evangelischen Pfarrer gegründet, die im Evangelischen Ministerium zusammengeschlossen sind. Sie diente und dient als theologische Dienstbibliothek. Ab 1791 leitete Kaspar Friedrich Lossius die Bibliothek.
Im Zweiten Weltkrieg entging der Buchbestand, der rechtzeitig ausgelagert worden war, der Vernichtung, als das Bibliotheksgebäude im Bombenkrieg zerstört wurde. 2006 wurde in der Bibliothek das Fragment der Bearbeitung der Artusdichtung Wigalois durch Dietrich von Hopfgarten entdeckt.

## Zusammensetzung des Altbestands
1993 umfasste die Bibliothek 66.000 Bände. Der Altbestand (vor 1900) umfasst 12.495 Titel, darunter 95 Inkunabeln und 1.157 Drucke des 16. Jahrhunderts. Als Sonderbestand wird die Bibliothek des Martinsstiftes geführt (1.402 Titel).